# Fabiano Alborghetti
Pour les articles homonymes, voir Alborghetti.
 (mars 2018).
Si vous disposez d'ouvrages ou d'articles de référence ou si vous connaissez des sites web de qualité traitant du thème abordé ici, merci de compléter l'article en donnant les références utiles à sa vérifiabilité et en les liant à la section « Notes et références ».
Fabiano Alborghetti (né le 13 juillet 1970 à Milan) est un écrivain, poète, dramaturge et photographe italien contemporain.

## Biographie
Fabiano Alborghetti vit au Tessin, en Suisse.
De 2001 à 2004, il a vécu en colocation avec des immigrants clandestins en Italie. Il a tiré de cette expérience des textes, rassemblés dans L'opposta riva (2006), dans lesquels il s'intéresse successivement au pays d'origine, au voyage et à l'intégration de ceux-ci en Italie.
Publié par différents magazines de langue italienne, il est traduit en espagnol, français, allemand, arabe, anglais, turc et slovène. Ses poésies figurent dans un certain nombre d’anthologies poétiques.
Il est également l’auteur de textes pour le théâtre et s’occupe de critique littéraire pour diverses revues ainsi que pour le web.
Il collabore également avec plusieurs éditeurs　; il a été le directeur artistique, pour la Suisse et l’Italie du festival PoesiaPresente. Il a travaillé aussi avec la Fondazione Sasso Corbaro pour les Medical Humanities, en donnant des conférences destinées à faire dialoguer les pratiques hospitalières et la littérature.
Il a coordonné la publication d’une anthologie de poètes du Tessin en Pologne, ainsi que trois autres anthologies de la poésie tessinoise pour la revue suédoise Staden. Il favorise également la traduction d'auteurs italiens et suisses à l'étranger et la traduction d'auteurs étrangers en italien. 
Il a écrit des textes de critique littéraire pour différentes revues ainsi que sur Internet ; il a créé diverses revues littéraires, et a animé des programmes pour la radio ainsi que des projets culturels dans les prisons, les écoles et les hôpitaux. De 2014 à 2017, il a dirigé comme rédacteur en chef la revue de littérature, de poésie et de critique Atelier.
Il a également écrit pour le théâtre des drames et des adaptations telles que La Sata normaléfic assassin fernale : Potion du professeur Laboulette de Michael Ende qui a immédiatement obtenu l'autorisation de l'éditeur italien, allemand, et des héritiers Ende.
Il est actuellement dans la commission scientifique du festival Babel à Bellinzone et rédacteur en chef de la collection de poésie pour les éditions Gabrielle Capelli Editore de Mendrisio.
En janvier 2015, la municipalité de Lugano l’a invité à donner à la population un discours sous forme poétique pour la cérémonie annuelle du Nouvel An, qui s’est déroulée au Palais des Congrès.
Depuis mai 2017, il est membre du conseil de direction de l'A-D-S- (Autrices et Auteurs de Suisse).
Grâce à la Fondation Suisse Pro Helvetia Arts et au Département fédéral des affaires étrangères de la Confédération suisse il a représenté le Tessin, la Suisse et la langue italienne dans de nombreux festivals en Suisse et à travers le monde.

## Œuvres
- Verso Buda, (LietoColle, 2004)
- L'opposta riva, (LietoColle, 2006)
- Lugano paradiso, (Pulcinoelefante, 2008)
- Ruota degli esposti, (edizioni fuoridalcoro mendrisio, 2008)
- Registro dei fragili, (edizioni Casagrande, Bellinzona, 2009)
- Supernova, (edizioni l'Arcolaio, Forlì, 2011)
- Registre des faibles, (Éditions d'en bas, Lausanne, 2012)
- Portraits of Absence/L'opposta riva (Guernica Editions, Toronto, 2017)
- Maiser (Marcos y Marcos, Milano, 2017) Prix suisse de littérature, 2018 Maiser